# Presidenza di Chester Arthur
La presidenza di Chester Arthur ebbe inizio il 19 settembre 1881, quando Arthur, allora vicepresidente in carica da 199 giorni, divenne il 21º presidente degli Stati Uniti d'America a seguito della morte del presidente James A. Garfield, ferito in un attentato alla sua vita il 2 luglio precedente. La presidenza Arthur terminò alla scadenza naturale, 4 marzo 1885.
Di salute cagionevole e privo del pieno appoggio del proprio partito, il Repubblicano, Arthur fece solamente uno sforzo simbolico per ottenere la candidatura alle elezioni presidenziali del 1884; gli succedette l'esponente del Partito Democratico Grover Cleveland.
Arthur era stato scelto come candidato vicepresidente di Garfield alle elezioni presidenziali del 1880 a causa della sua appartenenza alla corrente degli "stalwart", fedeli all'ex presidente Grant e difensori di un sistema clientelare. Egli lottò per superare la reputazione di capogruppo della "macchina politica" di New York. Abbracciò la causa della riforma della funzione pubblica federale tanto che la difesa e l'applicazione della legge Pendleton sulla riforma della funzione pubblica (1882-1883) divennero il fulcro della sua amministrazione; sebbene la pratica della raccomandazione rimanesse assai diffusa, la nuova legge pose le basi per una funzione pubblica professionale e qualificata, che sarebbe emersa nei decenni seguenti.
Riguardo al surplus di bilancio, il presidente firmò la legge sui dazi del 1883, che ridusse i dazi doganali; usò anche il veto sul Rivers and Harbors Act, una legge che stanziava fondi federali in misura che ritenne eccessiva; supervisionò inoltre un programma di costruzione per la marina militare.
Quando la Corte suprema annullò la legge sui diritti civili del 1875, emanata durante la presidenza di Ulysses S. Grant, Arthur fu a favore di una nuova legge a protezione degli afroamericani, ma non riuscì ad ottenerne l'approvazione parlamentare. In politica estera il presidente perseguì relazioni economico-politiche più strette con i paesi dell'America Latina, benché molti degli accordi commerciali proposti vennero bocciati dal Senato.
La Convention nazionale repubblicana del 1884 gli preferì James Blaine, che fu poi sconfitto dal democratico Cleveland alle elezioni. Sebbene la scarsa salute fisica e il temperamento personale e politico di Arthur congiurassero per rendere l'azione della sua amministrazione meno incisiva rispetto a quella di una moderna presidenza, egli si guadagnò elogi da parte dei contemporanei per il solido bilancio del suo mandato. Il giornalista Alexander Kelly McClure scrisse: "Nessun uomo è mai entrato nella presidenza oggetto di una sfiducia così profonda e ampia come Chester Alan Arthur, e nessuno ne è mai uscito... con un rispetto più generale di lui, tanto tra gli amici che tra i nemici politici".
Dopo la sua morte, la sua reputazione storica è per lo più svanita dalla coscienza dell'opinione pubblica; sebbene alcuni ne elogiarono la flessibilità e la forte volontà di intraprendere la via delle riforme, gli studiosi contemporanei, come si evince dalla classifica storica dei presidenti degli Stati Uniti d'America, lo considerano come un presidente relativamente al di sotto della media.

## Candidatura a vice e successione
Dopo che il presidente Rutherford B. Hayes rifiutò di cercare la rielezione fin dall'inizio della campagna elettorale del 1880, diversi esponenti repubblicani si contesero la nomina alla Convention nazionale; questa rimase però divisa tra sostenitori dell'ex presidente Ulysses S. Grant e quelli del potente senatore James Blaine, dando alla fine la nomina a un nome di compromesso, quello di James A. Garfield. Sperando di unire il partito, la Convention decise di presentare come vice di Garfield un seguace del senatore di New York Roscoe Conkling, leader della corrente stalwart, vicina a Grant; la scelta quindi cadde su Arthur, ex direttore del porto di New York. Il binomio Garfield-Arthur vinse le elezioni presidenziali del 1880 ma, poco tempo dopo essere entrato in carica, Garfield si scontrò proprio con Conkling sulle nomine e su altre questioni. La lealtà di Arthur verso il proprio capocorrente newyorkese lo portò presto all'emarginazione all'interno dell'amministrazione e, quando il Senato iniziò la pausa stagionale nel maggio del 1881, il vicepresidente tornò nel proprio stato di New York.
Il 2 luglio Arthur apprese che Garfield era stato gravemente ferito a colpi di pistola; l'attentatore, Charles J. Guiteau, era un avvocato mitomane alla ricerca di una carica come diplomatico, che pensava essere suo diritto e confidava che Arthur gliel'avrebbe concessa. Sebbene avesse a malapena conosciuto il criminale, Arthur faticò a sopire i sospetti che fosse in qualche modo coinvolto nell'omicidio. Riluttante a mostrarsi nel ruolo di presidente mentre Garfield era ancora in vita nelle settimane successive al suo ferimento, con il presidente sempre più vicino alla morte e Arthur ancora a New York, si ebbe un grave vuoto di autorità nel potere esecutivo. Molti d'altra parte si dimostrarono preoccupati dalla prospettiva di una presidenza Arthur; il New York Times, che aveva sostenuto il concittadino all'inizio della carriera, scrisse che "Arthur è più o meno l'ultimo uomo a essere considerato eleggibile alla successione".
Garfield morì il 19 settembre e John Riker Brady, giudice della Corte Suprema di New York, fece giurare Arthur nella residenza di quest'ultimo alle ore 2:15 del 20 settembre; prima ancora di lasciare New York il neopresidente assicurò la linea di successione presidenziale spedendo alla Casa Bianca un apposito proclama che chiedeva una sessione straordinaria del Senato, per eleggere un presidente pro tempore del Senato, il quale si sarebbe trovato ad essere il primo nella linea di successione.
Il 22 settembre Arthur ripeté il giuramento, questa volta davanti al procuratore generale Morrison Remick Waite; intraprese questo passo per garantire la conformità procedurale. Vi saranno domande persistenti e dubbi riguardo al fatto che Brady, giudice di un tribunale statale, avesse l'autorità per un giuramento federale. Arthur quindi decise una ristrutturazione della residenza presidenziale, nel frattempo si stabilì a casa del senatore John Percival Jones dove rimase fino alla fine dell'anno, quando si trasferì definitivamente alla Casa Bianca. Visto che il presidente era già vedovo, fu la sorella Mary Arthur McElroy a divenire di fatto la first lady. Arthur s'insediò in un periodo di crescita e forte sviluppo economico del paese (la popolazione era passata da 30 milioni nel 1860 a 50 nel 1880), che aveva un surplus del bilancio governativo e manteneva relazioni pacifiche con ognuna delle grandi potenze dell'epoca.

## Composizione

### Gabinetto ministeriale
Partiti politici
  Repubblicano
  Indipendente
| Presidente                     |  | Chester Arthur                   | 1881 - 1885 |  |  |
| Vicepresidente                 |  | Vacante                          | 1881 - 1885 |  |  |
|                                |  |                                  |             |  |  |
| Segretario di Stato            |  | James Blaine                     | 1881        |  |  |
| Segretario di Stato            |  | Frederick Theodore Frelinghuysen | 1881 - 1885 |  |  |
| Segretario al tesoro           |  | William Windom                   | 1881        |  |  |
| Segretario al tesoro           |  | Charles J. Folger                | 1881 - 1884 |  |  |
| Segretario al tesoro           |  | Walter Quintin Gresham           | 1884        |  |  |
| Segretario al tesoro           |  | Hugh McCulloch                   | 1884 - 1885 |  |  |
| Segretario alla Guerra         |  | Robert Todd Lincoln              | 1881 - 1885 |  |  |
| Procuratore generale           |  | Isaac Wayne MacVeagh             | 1881        |  |  |
| Procuratore generale           |  | Benjamin Harris Brewster         | 1881 - 1885 |  |  |
| Direttore generale delle poste |  | Thomas Lemuel James              | 1881        |  |  |
| Direttore generale delle poste |  | Timothy Otis Howe                | 1881 - 1883 |  |  |
| Direttore generale delle poste |  | Walter Quintin Gresham           | 1883 - 1884 |  |  |
| Direttore generale delle poste |  | Frank Hatton                     | 1884 - 1885 |  |  |
| Segretario alla Marina         |  | William Henry Hunt               | 1881 - 1882 |  |  |
| Segretario alla Marina         |  | William Eaton Chandler           | 1882 - 1885 |  |  |
| Segretario degli Interni       |  | Samuel Jordan Kirkwood           | 1881 - 1882 |  |  |
| Segretario degli Interni       |  | Henry Moore Teller               | 1882 - 1885 |  |  |

## Amministrazione
Gli eventi salienti della presidenza Arthur furono:
1881
- prosecuzione della grande depressione;
- prosecuzione della Gilded Age;
- sparatoria all'O.K. Corral;

1882
- segreta creazione del cartello della Standard Oil per controllare le multinazionali di John Davison Rockefeller e dei suoi soci;
- arrivo di Oscar Wilde per un giro di conferenze;
- morte del letterato Henry Wadsworth Longfellow;
- morte del poeta e saggista Ralph Waldo Emerson;
- approvazione della Edmunds Act, che rese la poligamia un crimine federale;
- istituzione dei Cavalieri di Colombo;
- uccisione di Jesse James ad opera di Robert Ford;
- promulgazione della Chinese Exclusion Act, prima legge restrittiva nel campo dell'immigrazione;
- impiccagione di Charles J. Guiteau;
- avvio della prima centrale elettrica ad uso commerciale, che illuminava un miglio quadrato di Lower Manhattan;
- primo corteo celebrativo del Labor Day a New York;
- debutto dello show itinerante di Buffalo Bill;

1883
- morte del dottor Samuel Mudd, implicato nell'assassinio di Abraham Lincoln;
- promulgazione della legge Pendleton sulla riforma della funzione pubblica che mise fine allo spoils system;
- apertura del primo teatro di vaudeville a Boston;
- inaugurazione del ponte di Brooklyn;
- inaugurazione del primo rodeo a Pecos (Texas);
- dichiarazione d'incostituzionalità di parte della legge sui diritti civili del 1875: ai privati e alle società era così consentita la segregazione razziale;
- morte dell'attivista abolizionista e sostenitrice dei diritti delle donne afroamericana Sojourner Truth;

1884
- posa della pietra angolare della Statua della Libertà su Liberty Island nel porto di New York;
- Conferenza internazionale dei meridiani tenutasi a Washington;
- morte del detective Allan Pinkerton;
- morte dell'autore afroamericano William Wells Brown;
- vittoria di Grover Cleveland alle elezioni presidenziali;
- completamento ed inaugurazione del Monumento a Washington;
- pubblicazione de Le avventure di Huckleberry Finn di Mark Twain;
- pubblicazione di Ramona, romanzo di Helen Hunt Jackson;
- fondazione dell'American Historical Association;

1885
- pubblicazione dell'indice Dow Jones da parte di Charles Dow;
- morte dell'ex vicepresidente Schuyler Colfax;
- insediamento della prima presidenza di Grover Cleveland;

## Affari interni

### Riforma della funzione pubblica

#### Pendleton Act
Nei primi anni del 1880 la politica interna statunitense concentrò la propria attenzione sull'abitudine diffusa dello spoils system, una pratica di nomine pubbliche con cui i candidati che vincevano alle elezioni ricompensavano i loro sostenitori, familiari e amici attribuendo loro incarichi importanti e prestigiosi nella funzione pubblica governativa. In seguito alla corruzione generalizzata dell'amministrazione della presidenza di Ulysses S. Grant, da più parti si chiedeva una rapida e radicale riforma della funzione pubblica. Nel 1880 il senatore del Partito Democratico per l'Ohio George Hunt Pendleton s'impegnò per una legge che imponesse la selezione dei dipendenti pubblici esclusivamente in base al merito, da determinarsi con appositi esami di ammissione. La legge non venne approvata, ma l'assassinio del presidente James A. Garfield da parte di uno squilibrato alla disperata ricerca di un incarico pubblico sicuro aumentò la pressione per un'immediata riforma.
Verso la fine del 1881, nel suo primo discorso sullo stato dell'Unione annuale di fronte al Congresso, Arthur richiese espressamente una nuova legge sulla riforma della funzione pubblica; incoraggiato da ciò Pendleton ripresentò il proprio disegno di legge, che ancora una volta non passò.
Alle elezioni di medio termine del 1882 il Partito Repubblicano subì una pesante sconfitta, perdendo il controllo della maggioranza nella Camera dei Rappresentanti; i rivali Democratici, impostando la loro campagna elettorale sulla questione della riforma, guadagnarono 40 seggi, arrivando a 70. Tale sonora sconfitta contribuì a convincere molti tra gli stessi Repubblicani a sostenere la proposta di legge di Pendleton durante la sessione congressuale successiva.
Il Senato quindi approvò il progetto con 38 voti contro 5 e la Camera confermò con 155 a favore e 47 contro. Il presidente controfirmò la legge (Pendleton Civil Service Reform Act) il 16 gennaio 1883; la norma istituì una commissione preposta alla funzione pubblica con il compito di sorvegliare la regolarità degli esami di concorso pubblico e di impedire che i funzionari pubblici erogassero contributi a partiti politici, una forma di corrispettivo per la loro nomina.
Queste riforme erano state precedentemente proposte da una commissione presieduta dall'avvocato e diplomatico repubblicano John Jay, che aveva posto sotto indagine Arthur quando questi era direttore della dogana del porto di New York; in soli due anni il funzionario della corrente clientelare stalwart era diventato il presidente che introdusse la tanto attesa riforma della funzione pubblica. Anche dopo l'approvazione della legge, i riformatori continuarono a dubitare sull'impegno di Arthur a sostenere la riforma. La nuova legge si applicava inizialmente solo al 10% dei posti di lavoro federali e, senza una corretta attuazione da parte del presidente in carica, non sarebbe in ogni caso giunta ad influenzare le restanti posizioni acquisite; ma con grande sorpresa dei suoi critici Arthur agì con estrema rapidità per nominare i membri della Commissione sulla funzione pubblica appena creata, scegliendo l'avvocato Dorman Bridgman Eaton, l'educatore John Milton Gregory e il magistrato Leroy Delano Thoman. Il principale esaminatore, l'ufficiale di marina Silas Wright Burt, era un riformatore di lunga data, già avversario di Arthur quando i due uomini lavoravano alla dogana di New York.
La Commissione emanò i primi regolamenti nel maggio 1883; dall'anno successivo metà dei funzionari postali e i tre quarti dei posti di lavoro delle dogane federali dovettero essere assegnati secondo il merito del singolo candidato. Il presidente espresse ampia soddisfazione per come era stato impostato il nuovo sistema, lodandone l'efficacia "nel garantire funzionari pubblici competenti e fedeli e nel proteggere i funzionari di nomina governativa dalla pressione dell'ingerenza personale esterna e dal compito di esaminare le qualifiche dei candidati in concorrenza per un incarico".
Sebbene i radicati sistemi di clientelismo e le innumerevoli posizioni federali non fossero state molto influenzate dalla nuova legge, si sostiene che la legge Pendleton si rivelò determinante per la creazione di una funzione pubblica professionale e per l'ascesa della moderna burocrazia statale; la legge produsse anche importanti cambiamenti nel finanziamento delle campagne politiche, in quanto i partiti si trovarono costretti a ricercare nuove vie per la raccolta dei fondi necessari, come ad esempio i ricchi donatori privati.

#### Scandalo Star Route
Durante gli anni 1870 si iniziò a parlare di un sistema di corruzione legato alle tratte postali (chiamate "Star Route", tratte della stella, perché la stella era il simbolo apposto sulla lettere inviate tramite la posta), in cui gli appaltatori per le rotte del servizio postale federale erano pagati in una maniera eccessiva, con la connivenza di alti funzionari, tra cui l'ex senatore repubblicano Stephen Wallace Dorsey. Sebbene il presidente avesse lavorato a suo tempo a stretto contatto con lui, una volta entrato in carica sostenne le indagini a suo carico costringendo alle dimissioni tutti i funzionari sospettati.
Il procedimento penale avviato nel 1882 si concluse con la condanna di due imputati marginali; nella giuria non ci fu abbastanza consenso sul resto degli imputati. Dopo che un giurato accusò esplicitamente gli imputati di aver tentato di corromperlo, il giudice annullò i verdetti di colpevolezza e richiese di rifare il processo. Prima che questo iniziasse, Arthur rimosse cinque funzionari federali che si erano dimostrati troppo solidali con la difesa, incluso un ex senatore. Il nuovo processo prese il via nel dicembre 1882 e, ancora una volta, non si riuscì a raggiungere un verdetto di colpevolezza; la mancanza di una condanna appannò l'immagine dell'amministrazione, ma Arthur riuscì comunque a por fine alla malaffare.

### Eccedenza di bilancio e dazi
Con gli alti introiti delle tasse di guerra, il governo federale incassava più di quanto spendeva fin dal 1866; nel 1882 l'eccedenza di bilancio fu di 145 milioni di dollari statunitensi.
Vi erano pareri discordi su come ridurre il surplus; i Democratici avrebbero preferito abbassare i dazi doganali, facendo scendere a loro volta i prezzi delle merci d'importazione. I Repubblicani invece credevano che gli alti dazi garantissero alti salari sia nella produzione che nell'estrazione mineraria, pertanto avrebbero preferito ridurre l'eccedenza spendendo di più in opere pubbliche e riducendo le accise.
Il dibattito che ne seguì risultò complicato dal fatto che ogni settore voleva alti dazi nel proprio campo specifico; molti nel Sud ad esempio chiedevano generalmente dazi più bassi, ad eccezione di quelli sul cotone, coltura ancora assai importante per gli Stati Uniti meridionali. Questi interessi in competizione tra loro avevano portato a un complicato sistema di dazi, con importi diversi in base alla merce importata.
Arthur fu d'accordo con il proprio partito e nel 1882 chiese l'abolizione delle accise su tutti i beni principali tranne che sugli alcolici e una netta semplificazione della complessa struttura dei dazi; a maggio il deputato ala Camera William Darrah Kelley della Pennsylvania presentò una proposta di legge per istituire una commissione sui dazi. Arthur controfirmò il disegno di legge e nominò a far parte della commissione soprattutto sostenitori del protezionismo. I Repubblicani si dissero così soddisfatti, ma rimasero a loro volta sorpresi quando nel dicembre del 1882 la commissione presentò un rapporto al Congresso il quale chiedeva un taglio deciso dei dazi, compreso tra il 20 e il 25%. Queste raccomandazioni furono ignorate; tuttavia anche la commissione della Camera, dominata dai protezionisti, approvò una legge che prevedeva una riduzione del 10%. Un comitato congiunto con il Senato ridiscusse la norma, proponendo infine una riduzione media dell'1,47%. La nuova legge fiscale fu approvata dal Congresso il 3 marzo, ultimo giorno valido della legislatura; il presidente firmò la legge, che non ebbe effetti sul surplus di bilancio.
Il Congresso tentò di equilibrare il bilancio spingendo sulle spese, tramite la legge sui fiumi e sui porti (Rivers and Harbors Act) che stanziava fondi federali per l'importo senza precedenti di 19 milioni di dollari. Arthur non era in sé contrario ad investimenti in lavori pubblici, ma fu l'entità dei fondi che lo disturbò, assieme al fatto che la legge si concentrava su "particolari località" anziché la nazione nel suo insieme. Il 1º agosto 1882 il presidente pose il veto alla legge, suscitando molti consensi nell'opinione pubblica; nel messaggio rivolto ai parlamentari la sua principale obiezione era che la legge usava fondi "né per la difesa comune né per il benessere generale, ed nemmeno per promuovere il commercio tra Stati". Il Congresso annullò il veto il giorno seguente e la nuova legge ridusse così l'eccedenza di 19 milioni di dollari. I Repubblicani la considerarono all'epoca un successo, ma in seguito ritennero che contribuì sostanzialmente al loro calo di consensi alle elezioni di medio termine del 1882.

### Diritti civili e Sud
Come i suoi predecessori del Partito Repubblicano, anche Arthur lottò per favorire e proteggere i diritti civili degli afroamericani del Sud, sfidando in questo gli interessi del Partito Democratico nel profondo Sud e negli Stati Uniti meridionali in generale.
Con la fine della ricostruzione, i Democratici bianchi conservatori (detti anche "Bourbon Democrat") erano riusciti a riprendere il potere in tutto gli ex Stati Confederati d'America; nel contempo il consenso dato ai Repubblicani si ridusse rapidamente, poiché i loro principali elettori, gli ex schiavi neri, venivano privati in larga parte del diritto di voto (il cosiddetto "disaffrancamento"). Una frattura nel blocco costituito dal Solid South emerse con la crescita di una nuova formazione politica, il "Readjuster Party" (partito dei giusti), in Virginia; esso vinse un'elezione in Virginia con un programma elettorale comprendente un aumento dei fondi per l'istruzione pubblica (sia per scuole per i bianchi sia per quelle per i neri) l'abolizione della "tassa elettorale" (poll tax o capitazione) e della punizione giudiziaria della gogna; molti Repubblicani del Nord lo videro come un alleato ben più vitale nel Sud rispetto all'oramai moribondo Partito Repubblicano del Sud. Arthur fu d'accordo e per le sue nomine federali in Virginia si appoggiò più ai "Readjuster" che ai Repubblicani locali; seguì lo stesso schema anche in altri Stati meridionali, formando coalizioni con candidati indipendenti e con il "Greenback Party". Alcuni Repubblicani neri si sentirono però traditi da questa mossa pragmatica, mentre altri, tra cui Frederick Douglass e l'ex senatore Blanche Bruce, appoggiarono la strategia, poiché gli indipendenti al Sud avevano idee politiche sulle questioni razziali assai più aperte rispetto ai Democratici.
La politica di coalizione di Arthur ebbe tuttavia un discreto successo solamente in Virginia e già a partire dal 1885 il movimento dei "Readjuster" aveva iniziato a cedere. Altrettanto inefficace risultò l'altra azione federale intesa a favorire gli afroamericani; quando la Corte suprema abbatté la legge sui diritti civili del 1875 con una serie di sentenze nel corso del 1883, il presidente espresse il suo disaccordo inviando un messaggio al Congresso; ma non fu in grado di persuadere la maggioranza parlamentare ad approvare una nuova legge che ne prendesse il posto. La legge sui diritti civili (Civil Rights Act) del 1875, all'epoca della presidenza di Ulysses S. Grant, aveva vietato la discriminazione razziale nel campo dell'assegnazione degli alloggi pubblici ed il suo ribaltamento fu una componente importante nello sviluppo della segregazione razziale e nell'istituzionalizzazione delle cosiddette leggi Jim Crow. Arthur tuttavia intervenne efficacemente per ribaltare una sentenza di corte marziale contro un cadetto nero dell'United States Military Academy, Johnson Chesnut Whittaker; ciò dopo che il l'avvocato generale militare David Gaskill Swaim ritenne che la causa fosse illegale e fondata sul razzismo.
L'Amministrazione fu impegnata nell'affrontare una sfida alquanto differente nel West, dove la Chiesa di Gesù Cristo dei santi degli ultimi giorni era sotto la pressione federale per fermare la pratica della poligamia nel territorio dello Utah, dov'era maggiormente radicata. La precedente presidenza di James A. Garfield aveva creduto che la poligamia fosse un delitto e che fosse moralmente dannosa per i valori costitutivi della famiglia; le opinioni di Arthur in questo campo erano una volta tanto in linea con quelle del suo predecessore. Nel 1882 il presidente controfirmò la legge Edmunds, detta anche "Edmunds Anti-Polygamy Act"; la nuova norma rendeva la poligamia un crimine federale, escludendo i poligami sia dai pubblici uffici che dal diritto di voto.

## Politica estera e immigrazione
Nel corso della sua breve partecipazione nelle Amministrazioni di Garfield e Arthur James Blaine, come segretario di Stato, tentò di rafforzare la diplomazia statunitense in America Latina; sollecitando accordi commerciali ed offrendosi come mediatore nelle dispute tra nazioni. Egli sperò che un maggior coinvolgimento degli Stati Uniti nella regione avrebbe contrastato la crescente influenza europea (in particolare dell'impero britannico) nell'emisfero occidentale. Blaine propose inoltre una conferenza panamericana da tenersi entro il 1882 per discutere di commercio internazionale e della guerra del Pacifico, tra Cile e l'alleanza Perù-Bolivia; ma i suoi tentativi riguardo alla conferenza furono lasciati senza seguito quando fu sostituito con Frederick Theodore Frelinghuysen alla fine del 1881. Frelinghuysen e Arthur invece proseguirono gli sforzi per favorire il commercio tra le nazioni dell'America; un trattato internazionale con il Messico che prevedeva riduzioni reciproche dei dazi venne firmato nel 1882 ed approvato dal Senato due anni più tardi. La legge necessaria per applicare l'accordo tuttavia non fu mai approvata dalla Camera dei Rappresentanti

## Elezioni presidenziali del 1884
Alla fine del mandato, con la salute ormai in declino, e con un modesto sostegno interno al partito, la candidatura di Arthur alla sua successione era debole; alla convention del Partito Repubblicano raccolse voti nelle prime votazioni ma già alla quarta fu proclamato candidato del partito James Blaine. Arthur non fece attivamente campagna per Blaine alle elezioni presidenziali, che furono vinte dal democratico Cleveland.

## Reputazione storica
Arthur era relativamente poco apprezzato mentre era in vita e ciò si ritrova nel giudizio storico, e la sua presidenza è stata tenuta in scarsa considerazione. Nel 1935 lo storico George F. Howe disse che Arthur aveva raggiunto "una zona d'ombra in strano contrasto con la sua significativa parte nella storia degli Stati Uniti." Nel 1975, tuttavia, Thomas C. Reeves scrisse che "le nomine di Arthur, anche se non vistose, furono insolitamente solide; la corruzione e gli scandali che dominavano il mondo degli affari e della politica in quel periodo non macchiarono la sua presidenza." Nel 2004 il biografo Zachary Karabell scrisse che, sebbene Arthur fosse "fisicamente limitato e emotivamente sotto pressione, si adoperò per fare quello che era giusto per la nazione."
I sondaggi tra gli storici e i politologi hanno in genere messo Arthur come un presidente sotto alla media. Un sondaggio del 2018 dell'American Political Science Association pose Arthur al 29º posto come miglior presidente. Una indagine del 2017 della C-SPAN piazzò Chester Arthur nella parte bassa della classifica dei presidenti di tutti i tempi, subito sotto Martin Van Buren e subito sopra Herbert Hoover. L'indagine aveva chiesto a 91 storici dei presidenti di stilare una classifica dei 43 precedenti presidenti (incluso l'allora presidente in scadenza Barack Obama) in varie categorie, in modo da attribuire a ciascuna un punteggio e calcolare un punteggio globale. Arthur finì al 35º posto (era 32° nelle indagini del 2009 e del 2000). Nelle varie categorie, i suoi piazzamenti furono: 37° nella persuasione dell'opinione pubblica, 32° nella capacità di guida nelle crisi, 31° nella gestione dell'economia, 35° nell'autorità morale, 35° nelle relazioni internazionali, 28° nelle capacità di amministrazione, 29° nelle relazioni con il Congresso, 34° capacità di pianificare e visione a lungo termine, 27° nella ricerca di una giustizia uguale per tutti, 32° come efficacia tenuto conto del contesto del periodo.

### Libri
- Willis J. Abbot, The Naval History of the United States, vol. 2, Peter Fenelon Collier, 1896, OCLC 3453791.
- Edward L. Ayers, The Promise of the New South: Life After Reconstruction, New York, Oxford University Press, USA, 2007  [1992], ISBN 978-0-19-532688-8.
- Justus D. Doenecke, The Presidencies of James A. Garfield and Chester A. Arthur, Lawrence, Kansas, University Press of Kansas, 1981, ISBN 978-0-7006-0208-7.
- Ruth Tenzer Feldman, Chester A. Arthur, Twenty-First Century Books, 2006, ISBN 978-0-8225-1512-8.
- Ari Hoogenboom, Rutherford Hayes: Warrior and President, Lawrence, Kansas, University Press of Kansas, 1995, ISBN 978-0-7006-0641-2.
- George F. Howe, Chester A. Arthur, A Quarter-Century of Machine Politics, New York, F. Ungar Pub. Co, 1966  [1935].
- Zachary Karabell, Chester Alan Arthur, New York, Henry Holt & Co, 2004, ISBN 978-0-8050-6951-8.
- Thomas C. Reeves, Gentleman Boss: The Life of Chester A. Arthur, New York, Alfred A. Knopf, 1975, ISBN 978-0-394-46095-6.
- Richard White, The Republic for Which It Stands: The United States During Reconstruction and the Gilded Age: 1865–1896, New York, Oxford University Press, 2017, ISBN 978-0-19-061906-0.

### Articoli
- Russell H. Bastert, Diplomatic Reversal: Frelinghuysen's Opposition to Blaine's Pan-American Policy in 1882, in The Mississippi Valley Historical Review, vol. 42, n. 4, marzo 1956,  pp. 653-671, DOI:10.2307/1889232, JSTOR 1889232.
- Chester A. Arthur, su newyorkcitystatues.com, New York City Statues. URL consultato il 18 ottobre 2012 (archiviato dall'url originale il 13 ottobre 2012).
- C.P. Hutchinson, The Present Status of Our Immigration Laws and Policies, in The Milbank Memorial Fund Quarterly, vol. 25, n. 2, aprile 1947,  pp. 161-173, DOI:10.2307/3348178, JSTOR 3348178.
- John F., Jr. Marszalek, A Black Cadet At West Point, in American Heritage, vol. 22, n. 5, agosto 1971.
- Monuments At Albany (PDF), in New York Times, 7 gennaio 1894.
- Thomas C. Reeves, The Search for the Chester Alan Arthur Papers, in The Wisconsin Magazine of History, vol. 55, n. 4, Summer 1972,  pp. 310-319, JSTOR 4634741.
- Thomas C. Reeves, The Mystery of Chester Alan Arthur's Birthplace, in Vermont History, vol. 38, n. 4, Autumn 1970,  p. 300.
- Paul Stuart, United States Indian Policy: From the Dawes Act to the American Indian Policy Review Commission, in Social Service Review, vol. 51, n. 3, settembre 1977,  pp. 451-463, DOI:10.1086/643524, JSTOR 30015511.
- Sean M. Theriault, Patronage, the Pendleton Act, and the Power of the People, in The Journal of Politics, vol. 65, n. 1, febbraio 2003,  pp. 50-68, DOI:10.1111/1468-2508.t01-1-00003, JSTOR 3449855.